# روبرتو دراموند
روبرتو دراموند (بالإنجليزية: Roberto Drummond)‏‏ (21 ديسمبر 1933 - 2002 في بيلو هوريزونتي) صحفي، وكاتب، وروائي من البرازيل.